# Síndrome de Chung-Jansen
El síndrome de Chung-Jansen (SCJ) es un síndrome dismórfico genético caracterizado por un retraso variable en el desarrollo y la alteración del desarrollo intelectual, así como aumento de peso u obesidad, anomalías conductuales (que incluyen hiperactividad, comportamiento agresivo, ansiedad, trastorno del estado de ánimo o características habituales del espectro autista) y dismorfismo facial (por ejemplo, frente alta, cejas gruesas y/o sinofris, nariz respingona u orejas voluminosas, entre otros aspectos). Otras manifestaciones incluyen hipotonía, anomalías oculares, anomalías en los dedos de las manos y los pies, hipermovilidad articular o pigmentación anormal. Se trata de un trastorno congénito raro, ya que, en la actualidad, el síndrome ha sido diagnosticado en unas 300 personas en todo el mundo, una cifra que va en aumento.
El síndrome debe su nombre a las dos doctoras e investigadoras que han estado realizando investigaciones por separado sobre esta variación genética. Por un lado, la doctora estadounidense Wendy Chung, cuyo laboratorio está en el Centro Médico de la Universidad de Columbia en la ciudad de Nueva York (Estados Unidos), quien hizo un estudio sobre el síndrome tanto en 2016 como en 2018 y 2019. Por otro, la neerlandesa Sandra Jansen, quien trabaja en la AMC, que es el hospital universitario y Facultad de Medicina afiliado a la Universidad de Ámsterdam (Países Bajos), y junto con su compañero Bert de Vries, publicó un artículo sobre el síndrome en el año 2017.

## Características
El síndrome de Chung-Jansen es causado por una mutación heterocigota a lo largo del gen PHIP. Los principales rasgos que muestran las personas con dicho trastorno suelen presentar un retraso en el desarrollo, problemas de conducta y riesgo de obesidad. Asimismo, durante la infancia, pueden tener dificultades en la alimentación, así como retrasos en el desarrollo de hitos como rodar, gatear, mantenerse recto cuando está de pie y caminar. El retraso en el desarrollo motor está en parte relacionado con el bajo tono muscular, de modo que es habitual que se quejen de fatiga e incluso es posible que puedan necesitar ayudas como una silla de ruedas. En cuanto al habla y a la motricidad fina, también se retrasan con frecuencia.
Por otro lado, durante el crecimiento (especialmente durante la adolescencia), aparecen problemas de conducta. Es por ello que pueden ser diagnosticados con un trastorno del desarrollo y/o del comportamiento. También puede haber problemas con miedos irracionales (ansiedad) y problemas en el procesamiento de estímulos (problemas de integración sensorial).
Por su parte, muchos niños tienen sobrepeso a medida que crecen, hecho que puede estar asociado al uso de medicación, pero también a la anomalía genética. Actualmente no se sabe cómo la variación en el gen PHIP provoca problemas de desarrollo neurológico y obesidad. Sin embargo, del mismo modo que en cualquier trastorno genético, las características y la gravedad de los problemas pueden diferir mucho en cada caso.

### Signos y síntomas clínicos
La descripción fenotípica de esta enfermedad se basa en un análisis de la literatura biomédica y utiliza los términos de la Ontología del Fenotipo Humano (OFH). Las anomalías fenotípicas se presentan por orden de frecuencia de ocurrencia en la población de pacientes:
- Muy frecuente:
  - Discapacidad intelectual
  - Macrotia
  - Retraso en el desarrollo neurológico
- Frecuente:
  - Anormalidad de refracción
  - Narinas antevertidas
  - Trastorno por déficit de atención con hiperactividad
  - Punta nasal ancha
  - Manchas café con leche
  - Clinodactilia del quinto dedo
  - Fatiga
  - Dificultades de alimentación en la infancia
  - Frente alta
  - Hipermetropía
  - Hipertelorismo
  - Hipotonía
  - Impulsividad
  - Aumento del peso corporal
  - Surco nasolabial largo
  - Sinofridia
  - Dedo cónico
  - Borde bermellón fino
- Ocasional:
  - Sindactilia de 2-3 dedos
  - Fisura palpebral almendrada
  - Estreñimiento
  - Criptorquidia
  - Epicanto
  - Alteración de la marcha
  - Reflujo gastroesofágico
  - Laxitud articular generalizada
  - Temblor de manos
  - Hipotonía neonatal
  - Ptosis
  - Otitis media recurrente
  - Infecciones recurrentes del tracto respiratorio superior
  - Convulsiones
  - Alteración del sueño
  - Estrabismo
  - Fisura palpebral inclinada

## Desarrollo psicológico y conducta
Los problemas de comportamiento son uno de los rasgos más característicos de las personas con síndrome de Chung-Jansen. Concretamente, hace referencia al comportamiento de oposición, desafiante y, a veces, incluso (verbalmente) agresivo que puede estar relacionado con un trastorno del desarrollo o del comportamiento y/o un retraso en el aprendizaje. Pueden presentarse los siguientes trastornos del desarrollo y/o del comportamiento:
- TEA (Autismo): Muchos niños y adultos tienen características autistas. Aunque no siempre se realiza el diagnóstico de TEA (Trastornos del espectro autista) en los niños, su comportamiento, miedos y sensibilidad a los estímulos sí lo indican. Muchos padres, por lo tanto, utilizan métodos educativos hechos para personas con autismo (que ofrecen seguridad, estructura, etc.).

- TDAH / TDA: En el caso del Trastorno por Déficit de Atención con Hiperactividad, los niños muestran dificultades a la hora de concentrarse y, en ocasiones, muestran un comportamiento hiperactivo e impulsivo. Para estos niños, quedarse quietos en clase o realizar tareas de forma independiente es difícil, ya que se distraen con facilidad. Los niños que no muestran ningún comportamiento hiperactivo pero que sufren problemas de concentración y aprendizaje, pueden sufrir de Trastorno por Déficit de Atención.

- TDC / Dispraxia: El Trastorno del Desarrollo de la Coordinación provoca dificultades en la coordinación y en la planificación de los movimientos. Esto puede tener relación con las habilidades motoras finas y gruesas. De este modo, la realización de tareas que son normales en niños, como aprender a escribir, dibujar formas, vestirse o comer con cuchillo y tenedor son complejas para ellos. Además, a menudo se mueven rígidamente y tienen dificultad a la hora de mantener el equilibrio. Sin embargo, esto no quiere decir que no lo vayan a adquirir, sino que suelen aprender estas habilidades a un ritmo mucho más lento y con más práctica. En adultos ocurre lo mismo, hecho que puede causar problemas para aprender ciertas habilidades (como aprender a conducir un vehículo).

Además, los siguientes trastornos también pueden desempeñar un papel dentro del síndrome:
- Trastorno de ansiedad: Los trastornos de ansiedad son comunes en niños y adultos. Especialmente en la infancia, cuando aún es difícil diferenciar la realidad de la ficción, muchos niños sienten miedos por muchas cosas, existiendo la posibilidad de despertarse por las noches a causa del miedo o de no dormir bien. Por ejemplo, pueden imaginar cosas que están en su dormitorio o pueden tener miedo a la oscuridad.

- Trastorno negativista desafiante / Trastorno de conducta: Un gran número de niños muestran un comportamiento de oposición, desafiante y/o (verbalmente) agresivo. Esto puede estar relacionado con un trastorno negativista desafiante, pero también puede ser independiente como parte de un trastorno de conducta. Los niños pueden enfadarse fácilmente y tener cambios de humor. Además, tienen dificultad para regular sus emociones, de manera que es frecuente que tengan rabietas que incluso pueden durar mucho tiempo.

- Desorden del procesamiento sensorial: El procesamiento sensorial puede ser diferente en las personas con el síndrome, puesto que algunos no responden adecuadamente a los estímulos que les llegan a través de sus sentidos. En muchos casos, los pacientes son hipersensibles a los ruidos y a los ambientes concurridos.[6]

## Aprendizaje
El síndrome de Chung-Jansen se asocia con varias dificultades de aprendizaje y la discapacidad intelectual, así como las complicaciones a la hora de adquirir habilidades motoras gruesas y finas en comparación con otros niños de la misma edad. Estas son algunas de las consecuencias:
- Frustración: Los niños a veces parecen perezosos y testarudos. La frustración por no poder realizar una determinada tarea suele estar detrás de este comportamiento, por lo que estas tareas deben explicarse varias veces para que los niños entiendan lo que se espera de ellos y cómo realizarlas.

- Problemas al hablar y actuar: A menudo hay una brecha entre las habilidades verbales y escénicas. Las personas con el síndrome están bien desarrolladas verbalmente y pueden expresarse correctamente, pero usan palabras que no son apropiadas para su edad. Sin embargo, tienen más problemas con las habilidades escénicas, que incluyen la organización y la función visioespacial. Debido a esto, sus capacidades se sobreestiman, lo que puede aumentar los problemas de comportamiento y la fatiga.

- Cognición: La evaluación de las habilidades cognitivas en los niños pequeños puede ser difícil debido a problemas adicionales como el TDAH y la fatiga. Puede ser complejo para ellos concentrarse y mantener su atención en las cosas que se les pide que hagan. Cuando se realiza la prueba, el coeficiente intelectual de la mayoría de los niños es de alrededor de 80, con picos ascendentes y descendentes. A nivel socioemocional, a menudo son mucho más jóvenes que su edad real.

- Educación: La escuela puede ser un gran desafío para los niños con síndrome de Chung-Jansen. A menudo se necesita ayuda y apoyo adicional. Si esto no resulta factible, los niños pueden ir a educación especial donde se presta más atención a los problemas específicos con los que se enfrenta el niño.

- Vida cotidiana: La mayoría de los adultos jóvenes viven con sus padres, un pequeño número vive acompañado o de forma independiente con apoyo ambulatorio. También hay adultos que están casados y tienen hijos.[7]

## Problemas físicos
Aunque los problemas físicos no predominan en este síndrome, existen limitaciones:
- Exceso de peso: La mayoría de las personas con síndrome de Chung-Jansen tienen sobrepeso o son obesas. Actualmente no está claro el motivo, aunque puede haber una relación entre la proteína PHIP y la vía leptina-melanocortina, que es importante para la saciedad y el equilibrio energético. Además, también podría ser causado por los efectos secundarios del uso de medicamentos.

- Bajo tono muscular (hipotonía): En la infancia, ciertos hitos se alcanzan más tarde que el niño promedio. Por ejemplo, no poder levantar el cuello correctamente en posición prona, tener dificultad para darse la vuelta, sentarse, gatear, ponerse de pie y caminar. Una vez que el niño sea capaz de caminar, las habilidades motoras gruesas seguirán siendo un desafío, ya que los niños suelen tener un patrón de marcha rígido y se fatigan con facilidad. Por lo general, los hitos importantes como el ciclismo y la natación se consiguen más tarde.

- Problemas oculares: A menudo hay una anormalidad de los ojos, como estrabismo, mala visión y cataratas.

- Problemas gastrointestinales: Otro problema común es el estreñimiento. Los intestinos funcionan más lentamente, lo que dificulta que muchos niños vayan al baño y aprender a ir al baño es más difícil.

- Problemas en el esqueleto: Algunos niños nacen con una anomalía en la cadera, que se denomina displasia de cadera. A menudo, la cabeza y la cavidad femoral no están bien formadas y se necesita un separador o cirugía para colocar la cadera correctamente. Debido al bajo tono muscular, existe el riesgo de escoliosis a medida que los niños crecen. Esto implica una curvatura lateral de la columna vertebral. Varias personas tienen hiperlaxitud articular, lo que puede causar dolor y aumentar la fatiga.

- Anormalidad y problemas con los riñones: Las infecciones del tracto urinario ocurren con frecuencia en niños pequeños. Algunas personas tienen anomalías congénitas de los riñones, como un riñón en herradura, donde los riñones han crecido juntos o una persona nace con un solo riñón. Otros problemas que pueden ocurrir son: alta concentración de calcio en la orina, cálculos renales o hinchazón del riñón por acumulación de orina.[8]

## Herencia
El síndrome de Chung-Jansen es causado por un defecto en el gen PHIP que codifica la proteína que interactúa con el dominio de homología pleckstrin. El gen PHIP se encuentra en el cromosoma 6 (6q14.1). Los individuos normalmente tienen dos cromosomas 6 con dos copias del gen PHIP. Las personas con síndrome de Chung-Jansen tienen un defecto en una de las dos copias, denominada variante heterocigota. Esto puede ser una variante en la secuencia de codificación del gen o una eliminación del gen o de parte de él. Esto se llama herencia autosómica dominante.
La mayoría de las personas con el síndrome son las primeras de la familia y sus padres no tienen la variante. La variante había surgido durante la formación de células reproductivas (óvulos y espermatozoides) o en el desarrollo fetal temprano. A veces, la variante es heredada de uno de los progenitores.
A menudo, si la variante se hereda, los padres no saben que son portadores. Esto queda claro cuando se hacen análisis de sangre después de que el niño haya sido diagnosticado. En caso de herencia, existe un 50 % de posibilidades de que los hijos adquieran el trastorno.
Actualmente, se desconoce cómo el defecto en PHIP causa problemas de desarrollo neurológico y sobrepeso.

## Terapia

### Desarrollo socioemocional
Los niños con síndrome de Chung-Jansen tienen un retraso global en su desarrollo socioemocional en comparación con sus compañeros. Por lo tanto, a menudo les resulta difícil conectarse con otros niños de su misma edad. Esto se debe a que su comportamiento difiere de lo que normalmente se puede esperar a esa edad. Esto a menudo está relacionado con un trastorno del desarrollo o del comportamiento y dificultades de aprendizaje. Muchas veces, tienen múltiples diagnósticos, como TDAH, TEA, ansiedad, depresión, problemas de aprendizaje y trastorno del procesamiento sensorial.
Muchos niños con el síndrome reaccionan de manera diferente a ciertas situaciones (como contratiempos y eventos inesperados) y la intensidad de sus emociones es más fuerte. Su regulación emocional muchas veces no funciona bien, y en ocasiones muestran reacciones extremas de ira, alegría y tristeza. Las rabietas o crisis emocionales también pueden durar más tiempo y están presentes en niños mayores.
Para la regulación emocional, existen algunos recursos útiles tales como: pictogramas, medidores de emociones y estímulos para que los niños puedan indicar hasta qué punto están enfadados, tristes o sobreestimulados; una habitación o espacio separado para que el niño se calme o descanse; dibujos (dibujar situaciones o emociones puede ayudar a los niños a aclarar ciertas situaciones); libros / cursos sobre TDAH, TEA, problemas de conducta o sensibilidad a los estímulos; una rutina / horario diario extremadamente predecible y/o medicación.
Por todo ello, aprender estrategias para regular las emociones positivas y negativas es muy importante, pero igualmente difícil ya que a veces hay menos control emocional. A menudo, los pacientes jóvenes necesitan ayuda para aprender a reconocer las emociones en los demás, pero también las suyas propias, para lo cual puede ser útil un terapeuta ocupacional. Igualmente, se recomienda la participación de un psicólogo para realizar pruebas neuropsicológicas, hacer diagnósticos y apoyar a los adultos o padres en la educación del niño (especialmente en el tratamiento de comportamientos rebeldes y perturbadores). Asimismo, a menudo, la medicación es recetada por un psiquiatra.
Igualmente, para el tratamiento de la ansiedad (a menudo parte del TEA), un psicólogo también puede utilizar las terapias cognitivo-conductuales o EMDR. En cualquier caso, aplicar métodos destinados a tratar con un niño con TEA puede ser de gran ayuda. Se requiere atención para proporcionar seguridad, estructura y claridad. Un experto en autismo o asistencia ambulatoria pueden ser útiles para brindar apoyo en el hogar.

### Desarrollo cognitivo
Para los niños diagnosticados con el Síndrome de Chung-Jansen, el proceso de aprendizaje es más difícil y menos sencillo en comparación con los niños "neurotípicos", debido a problemas con la atención y el procesamiento de estímulos. El enfoque principal a veces tiene que estar en "aprender a aprender".
Para estos niños, es muy beneficioso repetir las instrucciones varias veces y dividir las tareas más grandes en varias subtareas más pequeñas para mantener una visión general de la situación. Esto ayudará al niño a comprender el resultado esperado. En términos generales, los niños con el síndrome de Chung-Jansen tienen buenas capacidades verbales, pero la realización de tareas puede ser difícil.

#### Apoyo
En caso de diagnóstico temprano, el método de aprendizaje paso a paso se puede aplicar a una edad muy temprana. Los especialistas en apoyo ambulatorio pueden educar y ayudar a los padres a ayudar al niño mediante el uso de materiales orientados al desarrollo.
La importancia del diagnóstico precoz también está relacionada con la elección de la educación. A pesar de que algunos niños diagnosticados con Chung-Jansen reciben una educación ordinaria (a menudo con apoyo adicional), muchos otros se benefician de la educación especial, ya que es más apropiada en relación con las discapacidades físicas y/o de aprendizaje asociadas con el síndrome.

### Desarrollo motor y del lenguaje

#### Habilidades motoras gruesas
Muchos niños y adultos con síndrome de Chung-Jansen tienen hipotonía o bajo tono muscular. Esto provoca un retraso global en el desarrollo. Un fisioterapeuta es muy importante para la estimulación de la motricidad gruesa (sentarse, gatear, caminar, etc.). Debido a que a menudo se observa un retraso en el desarrollo en la primera infancia, un fisioterapeuta suele participar desde la infancia.
Las ayudas médicas que se utilizan comúnmente son: tirantes, soportes para el arco/zapatos ortopédicos, pantalones extensores para displasia de cadera o silla de ruedas.

#### Habilidades motoras finas
Para los niños con Chung-Jansen, a menudo se recurre a los terapeutas ocupacionales para estimular las habilidades motoras finas (usando los dedos/manos con coordinación óculo-manual). El terapeuta puede practicar con los niños, por ejemplo, recortando, coloreando, dibujando y escribiendo. El terapeuta ocupacional también puede ofrecer ayuda específica para promover la autosuficiencia de los niños, como enseñarles a vestirse y desvestirse. Además, este profesional participa a menudo como experto externo en la educación regular, pero también trabaja en un programa de educación especial o en un centro de rehabilitación.
Las ayudas de motricidad fina que se utilizan comúnmente son: tijeras de resorte o la empuñadura del lápiz.

#### Lenguaje
Un logopeda es el encargado de estimular el habla, que puede retrasarse en niños con síndrome de Chung-Jansen. También pueden dar consejos sobre problemas con la alimentación (habilidades motoras orales). Por ejemplo, muchos niños pequeños con el síndrome luchan por beber adecuadamente del pecho o del biberón. Igualmente, masticar y tragar alimentos con regularidad causa problemas, como asfixia. Esto también tiene que ver con el bajo tono muscular. Sin embargo, se ha observado que estos problemas tienden a mejorar a medida que el niño madura.
Aunque tarde,el habla se desarrolla normalmente en la mayoría de los niños con Síndrome de Chung-Jansen, pero lamentablemente algunos siguen siendo no verbales.
Las ayudas del habla que se utilizan comúnmente son: pictogramas, ordenadores de voz o bombas de alimentación / alimentación por sonda.

### Procesamiento de la información sensorial
Las anomalías en el procesamiento de la información sensorial (IS) pueden estar relacionadas con TEA y TDAH/TDA, pero también pueden ser independientes. En el síndrome de Chung-Jansen, las experiencias sensoriales atípicas pueden formar parte de un sistema complejo y coherente de problemas. Los pacientes pueden mostrar signos de hipersensibilidad (estimulación insuficiente o excesiva) a los siguientes sentidos:
- Visión (visual).
- Olor (olfativo).
- Gusto (gustativo).
- Sensación (táctil).
- Audición (auditivo).
- Equilibrio (vestibular).
- Postura y sentido del movimiento (propiocepción).
- Órganos internos (interocepsis).

Los pacientes pueden experimentar estímulos de forma hipersensible (sobreestimulación) o hiposensible (subestimulación), y pueden percibir más o menos información del entorno. Como resultado, su reacción al medio ambiente puede ser inesperada o inapropiada. Los problemas comunes en las personas con este síndrome son:
- Hipersensibilidad al ruido.
- Hipersensibilidad a la temperatura.
- Hipersensibilidad en la boca a la temperatura y textura.
- Hipersensibilidad al equilibrio.
- Molestias abdominales.

Para todo ello, los niños con problemas de procesamiento sensorial pueden recibir ayuda de un fisioterapeuta, un terapeuta ocupacional o un logopeda que se especialice en esta área. El terapeuta puede elaborar un perfil sensorial que muestre las hipersensibilidades o hiposensibilidades a los distintos sentidos. En base a esto, se trata al niño con juegos y ejercicios.
Además de la terapia, será necesario enseñar al niño a lidiar con su procesamiento de estímulos (reducir, evitar estímulos) y a prestar atención a la regulación de la emoción que siente en este proceso. Para esto, existen recursos como:
- Collar para masticar.
- Auriculares / tapones para los oídos.
- Materiales pesados como almohadas y mantas de peso.
- Chaleco de presión.
- Otros materiales sensoriales como espuma de afeitar, arena, arroz, etc.
- Pictogramas/gráficos de estructura diaria.[13]